# Aloys Fleischmann
Pour les articles homonymes, voir Fleischmann (homonymie).
Aloys Fleischmann, né le 13 avril 1910 et décédé le 21 juillet 1992 est un compositeur et musicologue irlandais. On lui doit plusieurs livres et articles sur la musique irlandaise, dont un important travail de collectage inclus dans Sources of Irish Traditional Music: An Annotated Catalogue of Prints and Manuscripts 1583-1855.

## Biographie
Aloys Fleischmann vient au monde à Munich (Allemagne), dans une famille irlandaise. Ses parents sont tous deux musiciens. Aloys Fleischmann est organiste et maître de chœur à la cathédrale Sainte-Mary de Cork et sa femme, Tilly Swertz Fleischmann, est pianiste et professeur à Cork également. L'enfant naît durant une tournée musicale de la famille.
Il étudie la musique à l'University College Cork, d'où il sort diplômé en 1931, et où il obtient l'année suivante une maîtrise en arts. Cette même année, il étudie la composition, la direction d'orchestre et la musicologie à l'université Ludwig-Maximilian de Munich.
Il retrouve l'University College Cork en 1934 pour un poste de professeur de musique qu'il détiendra jusqu'en 1980. Il fonde le Cork Symphony Orchestra en 1934, et cofonde le Cork International Choral and Folk Dance Festival (désormais dénommé Cork International Choral Festival (en)) en 1954.
En outre, il travaille avec Joan Denise Moriarty (en) pour créer la Cork Ballet Company en 1947.
En 1959, après dix années d'effort, il crée le RTÉ Vanbrugh Quartet, un quatuor a cordes professionnel dépendant de Raidió Teilifís Éireann.
Ses Sources of Traditional Irish Music résultent de quarante ans de collaboration avec Mícheál Ó Súilleabháin (en) de l'université de Limerick et furent publiées à titre posthume en 1998.

## Œuvre
Aloys Fleischman a composé pour de nombreuses formations musicales et son œuvre s'adresse à la musique de chambre, aux solistes, au ballet, aux chœurs et à la musique orchestrale.
Ses compositions les plus notables sont :
- Trí hAmhráin, trois chants pour voix haute, piano et orchestre (1937) ;
- Quintet avec piano (1938) ;
- The Four Masters, ouverture (1944) ;
- Clare's Dragoons, pour baryton, chœur, cornemuses et orchestre (1944) ;
- The Golden Bell of Ko, ballet (1948) ;
- The Red Petticoat, ballet (1951) ;
- Quatre fanfares pour An Tóstal (1953) ;
- Macha Ruadh, ballet (1955) ;
- Song of the Provinces, pour chœur, orchestre et participation du public (1963) ;
- Songs of Colmcille, orateur, chœur et orchestre de chambre (1964) ;
- Cornucopia, pour cor et piano (1969) ;
- Sinfonia Votiva (1977) ;
- Omós don Phiarsach (hommage à Padraic Pearse), pour mezzo-soprano, orateur et orchestre (1979) ;
- The Táin, ballet (1981) ;
- Overture to Time's Offspring (1985) ;
- Clonmacnoise, pour chœur, orchestre et participation du public (1986) ;
- Games, pour chœur, harpe et percussions (1990).

Œuvre écrite
- (en) Music in Ireland: A Symposium, Cork and Oxford, 1952 ;
- (en) Sources of Irish Traditional Music: An Annotated Catalogue of Prints and Manuscripts 1583-1855, 2 volumes, New York, 1998.

Enregistrements
- Quintet pour piano : Hugh Tinney, Vanbrugh Quartet (1996).